# 文書モデル形成
文書モデル形成、またはドキュメントモデリング (英: Document modelling)は、文書固有の構造を調べることである。ワープロツールの古典的な領域である書式構造ではなく、コンテンツ構造に関係する。文書の内容は通常、創造的なプロセスの臨時の結果と見なされるため、文書モデル形成の技術はまだ揺籃期にある。ほとんどの文書モデル形成は、ワープロ文書、入力可能なPDFフォーム、およびXMLテンプレートとして最も頻繁に証明される文書テンプレートの形式で提供される。このコンテキストでのXMLの特別な強みは、文書要素をツリーのような構造でモデル化する機能と、内容とスタイルの分離を行えることである。
文書モデル形成は、単なる帳票入力や差し込み印刷にとどまらず、たとえば、法的文書、契約書、検査レポート、または何らかの形式の分析で情報の構造を確認できる。
したがって、文書モデル形成は、文章の構造とパターンを調べ、それをさまざまなオプションまたはブランチに分解する。次に、ブランチと結果にラベルを付ける。効果的な文書モデル形成なしに、文書構築ソフトウェアを使って文書自動作成ソリューションから完全な価値を得るのは難しい。しかし、数百、数千のブランチを含むモデルを使用することで、ユーザーは、そのようなシステムがスペシャリストの非構造化製図に匹敵するほど、ほぼ無限の構造化バリエーションを作成できる。実際、洗練された文書モデルの結果は、エラーの欠如と散文の一貫性の点で専門家の結果を上回る可能性がある。